# تأثير المتفرج

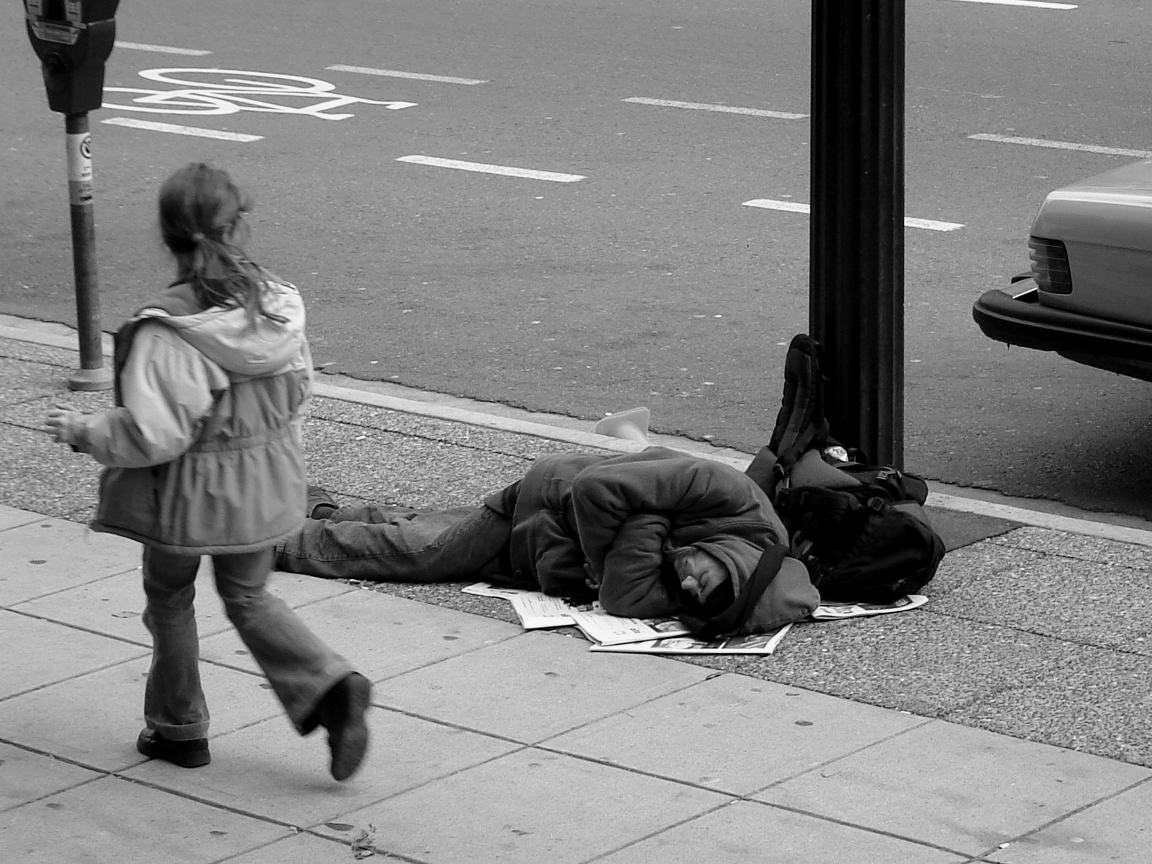

تأثير المتفرج أو لامبالاة المتفرج هي ظاهرة نفسية اجتماعية تشير إلى امتناع الشخص عن تقديم أي مساعدة للضحية إذا كان هناك حاضرون آخرون. احتمال المساعدة يرتبط عكسياً مع عدد المتفرجين. أي أنه كلما زاد عدد المتفرجين، كلما نقصت نسبة أن يُقدم أحدهم المساعدة.
هناك عدة عوامل لتفسير ظاهرة لامبالاة المتفرج ومنها: الغموض، تماسك الجماعة، انتشار المسوؤلية.

## أبحاث علم النفس
أول من برهن تأثير المتفرج كان جون م. دارلي (جون إم. دارلي) وبيب لتوان (Bibb Latané [الإنجليزية]) في عام 1968 بعد اهتمام العالمين بهذا الموضوع بعد قضية قتل كيتي جينو فيزة في العام نفسه. أجرى الباحثان عدد من التجارب، في تجربة نموذجية حيث إماأن يكون المُشترك وحده أو مع جماعة من المشتركين.وضعت حالة طارئة ويقيس الباحثون كم من الوقت سوف يستغرق حتى يتدخل المشاركون.وجدت هذه التجارب أن حضور الأخرين يقلل من حدوث المساعدة، غالبا بهامش كبير. على سبيل المثال، وضع بيب لتوان وجوديث رودان اختبار يتمثل بإمراة في حالة ألم.70 بالمائة من الناس التي كانت وحدها إما طلبت أو قدمت المساعدة بعد أن صدقوا بأن المرأة سقطت وأُذيت، ولكن عندما يكونوا مع أشخاص أخرين في المكان 40 بالمائة فقط يقدمون المساعدة.

## العوامل التي تؤثر على ردة فعل المتفرج

### كون الحالة طارئة أم لا
قام لاتاني ودارلي بثلاث تجارب مختلفة لاختبار سلوك المتفرج في الحالات غير الطارئة وقد بينت نتائجهم أهمية الطريقة التي طُلبت بها المساعدة من الأشخاص، فقد قام المشاركون في الحالة الأولى بسؤال المتفرج عن اسمه حيث قام عدد أكبر بإجابة السؤال عندما أفصح الطلاب عن أسمائهم أولا، وفي حالة أخرى قام الطلاب بطلب عشرة سنتات من المتفرجين وعند إعطاء المتفرجين تفسيرا لهذا الطلب مثل تعرضهم لسرقة محافظهم، فإن نسبة من قدموا المساعدة قد ارتفعت إلى 72% في حين كانت النسبة 34% فقط عند طلب العشر سنتات دون أي تبرير. وبالتالي فإن ازدياد المعلومات التي تمنحها للمتفرج عند طلبك للمساعدة يعني ازدياد احتمالية تقديمه لتلك المساعدة بصورة جوهرية. وفي بحث إضافي أجراه فاول ومارك وآخرين، باستخدام البيانات التي جمعها مسؤولو الخدمات الطبية الطارئة عند استجابتهم لحالة طارئة، تبين أن مدى استجابة المتفرجين كان مرتبطا بمدى الخطورة الصحية للموقف.
وبحسب لاتاني ودارلي فإن هناك خمس خصائص مؤثرة على المتفرجين في الحالات الطارئة:
1. تضمُّن الحالات الطارئة لتهديد بالأذى أو أذى فعلي.
2. كون الحالات الطارئة استثنائية ونادرة.
3. نوعية التصرف المطلوب في الحالة الطارئة والتي تختلف بحسب الحالة.
4. استحالة التنبؤ بالحالة الطارئة أو توقعها.
5. استلزام الحالات الطارئة لتصرف فوري.

وبناء على هذه الخصائص الخمس، فإن المتفرجين يمرون بعمليات إدراكية وسلوكية مختلفة تتمثل فيما يلي:
1. الانتباه لحدوث شيء ما.
2. تفسير الموقف على أنه حالة طارئة.
3. درجة المسؤولية.
4. نوعية المساعدة المقدمة.
5. تنفيذ التصرف الذي تم اختياره.

قام لاتاني ودارلي عام 1968 بترتيب تمثيل لحالات طوارئ لاختبار مفهوم «الانتباه» وذلك عن طريق طلاب جامعة كولومبيا، فقد تم وضع الطلاب في غرف بحيث يكون الطالب وحده أو مع اثنين أو مع ثلاثة من الغرباء لتعبئة الاستبيان في الوقت الذي ينتظرون فيه عودة من يقوم بالتجربة، وقد تم ضخ الدخان في الغرفة خلال هذه الفترة من خلال فتحة في الجدار لمحاكاة حالة طارئة. وقد لاحظ الطلاب الذين كانوا يعملون وحدهم الدخان على الفور (في غضون 5 ثوان) بينما استغرق الطلاب الذين كانوا يعملون في مجموعات وقتا أطول (يصل إلى 20 ثانية) لملاحظة الدخان. وقد قال لاتني ودارلي أن هذه الظاهرة يمكن تفسيرها من خلال المعيار الاجتماعي لما يعتبر سلوكاً مهذبا في الأماكن العامة. حيث أن التهذيب في معظم الثقافات الغربية يقتضي أن توزيع النظرات حولنا ليس تصرفا ملائما، حيث أن ذلك قد يعني أن الشخص فضولي أو غير مهذب، وبناءا على ذلك، فإن احتمالية صرف العابرين لأنظارهم عن الحدث ستكون أعلى حين يكونون ضمن مجموعة كبيرة مقارنة بالعابرين الذين يسيرون وحدهم. فاحتمالية إدراك الأشخاص الذين يسيرون وحدهم لما حولهم تعد أكبر، وبالتالي فإن احتمالية انتباههم لوجود شخص يحتاج للمساعدة ستكون أكبر بدورها.
عندما ينتبه المتفرجون إلى موقف ما، فلابد لهم من تفسير الحدث باعتباره حالة طارئة حتى يتدخلوا. وبحسب مبدأ التأثير الاجتماعي، فإن المتفرج يراقب ردة فعل الأشخاص الآخرين في حالات الطوارئ حتى يرى ما إن كان الآخرون يعتقدون أن التدخل يعد أمراً ضرورياً. فإذا تبين أن الآخرين لم يتفاعلوا مع الموقف، فإن المتفرجين سيفسرون الموقف على أنه ليس حالة طارئة، ولن يتدخلوا بناءا على ذلك. ويعد ذلك مثالا على ظاهرة «التجاهل الجماعي» أو «البرهان الاجتماعي». وإذا عدنا إلى تجربة الدخان، فسنجد أن الطلاب في المجموعات قد تنبهوا بوضوح إلى الدخان الذي أصبح كثيفا إلى درجة حجبت الرؤية عنهم، وهيجت عيونهم أو دفعتهم إلى السعال، إلا أن احتمالية إبلاغهم عن ذلك لاتزال مستبعدة، حيث أن مشاركا واحدا فقط ممن كانوا ضمن مجموعات قد أبلغ عن الدخان في الدقائق الأربعة الأولى، كما أن التجربة قد انتهت دون أن يبلغ أحد أبداً عن الدخان في خمس مجموعات من أصل ثمانية. لقد كانت تفسيرات سبب حدوث الدخان واحتمالية كونه يشكل تهديداً حقيقياً أقل خطورة في المجموعات التي لم تبلغ عنه، حيث لم يقترح أحد أن الحريق قد يكون سبباً محتملا للدخان بل إن البعض قد فضلوا تعليلا آخر أقل خطورة مثل وجود تسريب في جهاز التكييف. وبالمثل، فقد لعب تفسير سياق الكلام دورا مهما في تحديد نوعية رد فعل الناس تجاه موقف تتشاجر فيه امرأة مع رجل في الشارع. فعندما صرخت المرأة قائلة: «ابتعد عني. أنا لا أعرفك!»، تدخل المتفرجون بنسبة 65%. بينما تدخلوا بنسبة 19% فقط عندما صرخت قائلة: «ابتعد عني، أنا لا أدري لم تزوجتك أصلا».
وبشكل عام فإن البحث حول «تأثير المتفرج» قد أجري بصورة أساسية في سياقات تتضمن الحالات الطارئة غير العنيفة وغير الخطيرة. وقد قامت دراسة في عام (2006) باختبار هذا التأثير في الحالات الطارئة لمعرفة ما إذا كانت نتائج هذا الاختبار ستكون مطابقة للنتائج التي خرجت بها دراسات تتناول حالات غير طارئة. وبحسب هذه الدراسة، فإن نسبة أعلى بصورة معتبرة من المساعدة قد قدمت حين يكون الشخص وحيدا مقارنة بالمساعدة التي يقدمها حين يكون بصحبة شخص آخر وذلك في المواقف التي تتضمن احتمالية متدنية للخطر. وبعكس ذلك، فإن المواقف التي تتضمن احتمالية خطورة عالية ستدفع من يواجهون الحالات الطارئة إلى تقديم المساعدة بنسب متشابهة في حال كونهم وحيدين أو بصحبة آخرين. ويشير ذلك إلى أن احتمالية تفسير الأشخاص للموقف باعتباره متطلبا لتقديم المساعدة وتدخلهم بناءا على ذلك ستكون أعلى في المواقف التي تتضمن درجة أعلى من الخطورة.
بين لاتاني ودارلي أن درجة المسؤولية التي يشعر بها المتفرج تعتمد على ثلاثة عوامل:
1. مدى شعور المتفرج باستحقاق الشخص للمساعدة
2. كفاءة المتفرج
3. علاقة المتفرج بالضحية

صور المساعدة المقدمة: يوجد -بحسب لاتاني ودارلي- صنفان من المساعدات:
1/ التدخل المباشر: مساعدة الضحية بصورة مباشرة
2/ التدخل غير المباشر: وذلك عن طريق الإبلاغ عن حالة الطوارئ للسلطات (أي الشرطة، والمطافئ)
التنفيذ:
ينفذ المتفرج ردة فعله المختارة بعد أن يمر بالأربع خطوات السابق ذكرها.

### الالتباس وعواقب التدخل
يعد الالتباس واحدا من العوامل التي تؤثر على احتمالية مساعدة الشخص للآخرين الذين يحتاجون للمساعدة. فقد تكون ردة الفعل بطيئة في المواقف التي لا يكون فيها المتفرج أو المتفرجون متأكدين من احتياج الشخص للمساعدة (أي المواقف التي تتضمن قدرا عاليا من الالتباس) مثل سماع صوت سقوط شخص على الأرض مع عدم التأكد من كونه قد تأذى. وفي المقابل، فإن الوقت المستغرق للتفاعل من المتفرجين سيكون أقل في المواقف التي تتضمن قدرا ضئيلا من الالتباس مثل صراخ شخص طلبا للمساعدة) مقارنة بالمواقف التي تتضمن قدرا عاليا من الالتباس. ففي بعض المواقف التي تتضمن قدرا عاليا من الالتباس، يمكن أن يستغرق الشخص أو المجموعة خمسة أضعاف الوقت للقيام بتصرف ما مقارنة بالوقت الذي يستغرقه القيام بالتصرف في المواقف التي تتضمن قدرا ضئيلا من الالتباس، ولا يعد عدد المتفرجين في كل موقف عاملا مهما في هذه الحالة. ويقيم المتفرجون في هذه المواقف مدى سلامتهم قبل قبل الانتقال إلى التدخل. وبالتالي فإن هناك احتمالية أعلى لتدخل المتفرجين في المواقف التي تتضمن قدرا ضئيلا من الالتباس مع عدم وجود عواقب معتبرة للتدخل مقارنة بالمواقف التي تتضمن قدرا عاليا من الالتباس مع وجود عواقب معتبرة للتدخل.

### الإلمام بالبيئة المحيطة
قد يعتمد تدخل المتفرجين على مدى إلمامهم بالبيئة التي تقع فيها الحالة الطارئة. فإن كان المتفرج ملما بتلك البيئة، فإن احتمالية معرفته للأماكن التي سيحصل على المساعدة منها والأماكن التي يمكن أن يخرج منها وما إلى ذلك ستكون أعلى. وفي المقابل، فإن احتمالية تقديم المتفرجين الذين يتواجدون في بيئات محيطة ليسوا ملمين بها للمساعدة سيكون أقل.

### تهيئة تأثير المتفرج
أشار البحث الذي قامت به جارسيا وآخرون في عام 2002 إلى أن تهيئة إطار اجتماعية قد يحول دون عرض المساعدة من قبل المتفرج. فرغبة الشخص بالمساعدة يمكن أن تتأثر عندما يتخيل أنه بحضرة شخص آخر أو مجموعة من الأشخاص.

### توزع المسؤولية
في عام 1968 قام كل من دارلي ولاتني ببحث عن (توزع المسؤولية)، وبحسب النتائج فإن الناس لا تقوم بالمساعدة أو تكون ردة فعلها أبطأ عند تواجد أشخاص آخرين لاعتقادهم أن شخصا ما سيقوم بتحمل المسؤولية. وأنهم سيفشلون في تحمل المسؤولية الموقف تبعا للحالة. وذلك لظنهم أن الآخرين هم أكثر أهلية للمساعدة، ومثال ذلك هو وجود الأطباء ورجال الشرطة.

## أمثلة جديرة بالذكر

### كيتي جينو فيزة
قضية كيتي جينو فيزة غالباً ما تذكر وتصنف كمثال عن «تأثير المتفرج»، وكانت القضية التي أثارت باحثي علم النفس في هذا المجال. في 13مارس، 1964، كانت فتاة بعمر 28 سنة عائدة من العمل الساعة 3 صباحاً إلى منزلها في كوينز، نيويورك، عندما طعنت، واغتصبت، وقتلت أمام عدة شهود. وحسب تقرير الجريدة، فقد استمرت الجريمة مدة نصف ساعة كانت جينو فيزة خلالها تصرخ وتطلب المساعدة. هاجم القاتل جينو فيزة وطعنها، ثم هرب من ساحة الجريمة بعد لفت انتباه أحد الجيران. زعمت تقارير الصحف بعد مقتل جينو فيزة أن 38 شخصاً قد شهدوا طعن الضحية ولم يتدخل أحد أو يتصل بالشرطة إلا بعد هرب المهاجم ووفاة جينو فيزة.أدى هذا إلى انتباه كبير من الشرطة والكثير من العناوين الرئيسية في الصحف.عزى العالمان دارلي ولتوان قلة المساعدة من قبل الشهود إلى انتشار التبعية.افترضوا أن الأخرين سيتحملون المسوؤلية ويتصلوا بالشرطة، ولذلك لم يفعلوا شي لوقف الوضع بأنفسهم.

## وصلات إضافية
- "Don't Just Stand There—Do Something", Safety Canada  [لغات أخرى]‏, January 2004.
- "ABC News: What Would You Do in a Hit and Run?" by Lauren Cox and Radha Chitale, ABC News, June 6, 2008.
- انظر أيضا في هذا الفلم "One night" 2012.